# Reiner Schwalme
Reiner Schwalme (* 19. Juni 1937 in Liegnitz, Niederschlesien) ist ein deutscher Karikaturist.

## Leben
Schwalme wurde als einziges Kind eines Stellmachers und einer Schneiderin geboren und verbrachte seine frühe Kindheit in Klitschdorf. Als Umsiedlerkind kam er kurz vor Ende des Zweiten Weltkrieges nach Oberröblingen.
Nach dem Abitur ging er nach Berlin und schloss dort – nach einem Kurzbesuch der Kunsthochschule Berlin-Weißensee – ein Studium der Gebrauchsgrafik als Diplom-Designer in der Fachschule für Werbung und Gestaltung Berlin ab. Anschließend war er bei der DDR-Gewerkschaftszeitung Tribüne als Grafiker tätig. 1966 wurde er freischaffender Grafiker und fertigte hauptsächlich Illustrationen für Zeitungen und Bücher im Auftrag verschiedener Verlage.
Zunehmendes Interesse an zeit- und gesellschaftskritischer Karikatur führte ihn 1985 zum Satiremagazin der DDR, den Eulenspiegel, für das er noch heute zeichnet. In den letzten Jahren der DDR und vor allem während der Wendezeit entwickelte er sich zu einem der bekanntesten politischen Karikaturisten des Landes.
Heute lebt Schwalme in Groß Wasserburg im Unterspreewald und zeichnet neben Auftragsarbeiten regelmäßig für den Berliner Tagesspiegel und seit 1992 täglich die politische Karikatur für die Sächsische Zeitung.
Zu seinem 70. Geburtstag erschien sein erstes Buch „Die besten Karikaturen aus 30 Jahren“.

## Form und Inhalt seiner Arbeiten
Reiner Schwalmes Arbeiten sind von einem unverwechselbaren, flüssigen Strich und Ideenreichtum geprägt. Seine aus den Bereichen des gesellschaftlichen und politischen Leben stammenden Themen verarbeitet Schwalme mit treffenden Pointen und Metaphern.
Schwalme schätzt die Sicht des „kleinen Mannes“. Er arrangiert seine Figuren meist paarweise, um sie dann ins Gespräch kommen zu lassen. Seine Sympathie gilt den Schwachen, deren Schicksale ihn bewegen.

## Schaffen in der Vorwendezeit
Reiner Schwalme kam relativ spät zur Karikatur, obwohl das Zeichnen schon von Kindesbeinen seine Leidenschaft war. Er bewarb sich an der Hochschule für Bildende und Angewandte Kunst in Berlin-Weißensee, bestand dort die Aufnahmeprüfung und studierte ein Jahr, bis er mit der Begründung „künstlerischer Phantasielosigkeit“ exmatrikuliert worden ist. Dann absolvierte er die Fachschule für Werbung und Gestaltung in der Berlin als Diplom-Designer.
Im Anschluss arbeitete er sieben Jahre bei der Gewerkschaftszeitung „Tribüne“. Während dieser Zeit fertigte er hauptsächlich Vignetten und Illustrationen an, Diagramme und gestaltete vor allem auch Schrift. Nebenbei illustrierte er für den Berliner Verlag, für die Neue Berliner Illustrierte, die FF dabei, für den Verlag junge Welt, die Practic und die Kinder- und Jugendzeitungen Bummi, Technikus, ABC-Zeitung und Trommel. Ab 1966 illustrierte er freiberuflich.
1985 kam das Satire-Magazin „Eulenspiegel“ auf ihn zu, für das er seitdem Karikaturen anfertigte. Im „Eulenspiegel“ stand er zwischen Zensur, Existenzsicherung und kritischem Bewusstsein, wobei die Zensur einerseits durch die Chefredaktion erfolgte, andererseits aber auch schon als „Schere im Kopf“ existierte. Als Zeichner musste er „die hohe Kunst des feinen Strichs, der verdeckten Anspielung, der Ironie zwischen den Zeilen“ (Hubert von Brunnen) beherrschen. Institutionskritik und Porträtkarikaturen der politischen Prominenz waren nicht erlaubt.

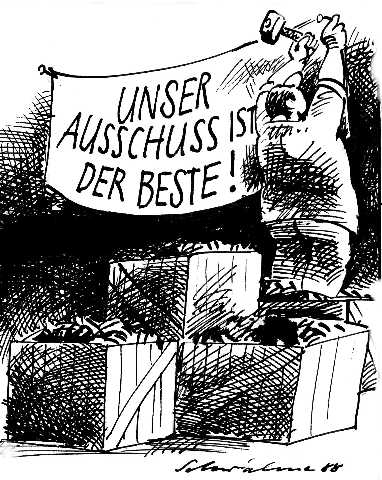
Erfolg (1988)
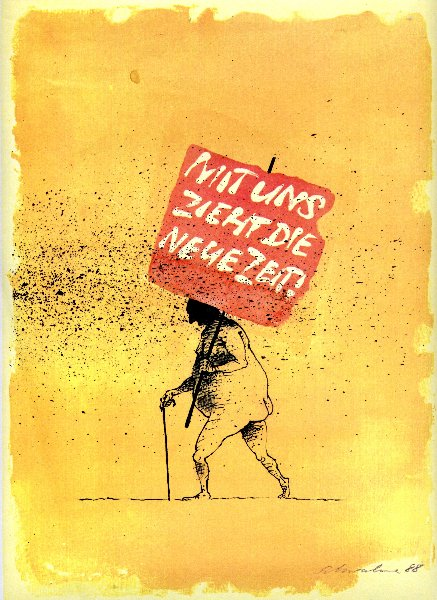
Mit uns (1988) – Diese Karikatur wurde im Sommer 1989 dem Eulenspiegel angeboten. Was daraus wurde siehe nächste Zeichnung
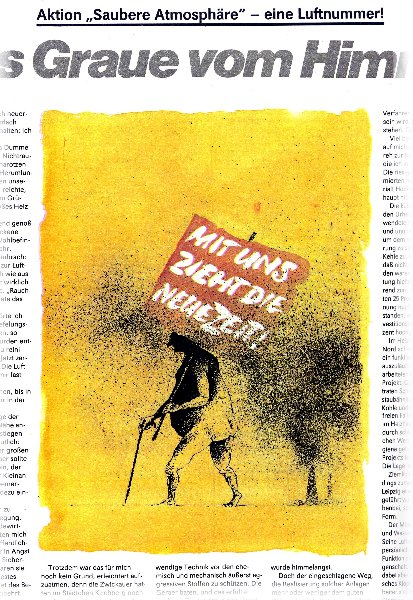
Mit uns (1988) – Auf Veranlassung des Chefredakteurs, der die Zeichnung als Beitrag zur Umweltverschmutzung sah, wurden Schornsteine eingefügt. Die Leser erkannten den nackten Mann mit der optimistischen Losung trotzdem als Symbolfigur für die vergreiste Staatsführung.
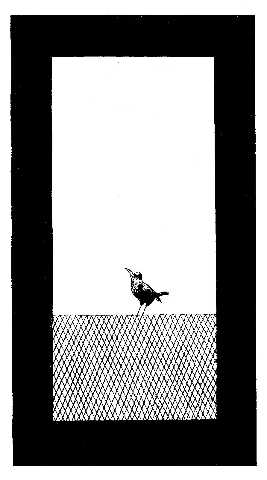
Vogel (1985) – Verschlüsselte Gedanken zur Reisefreiheit
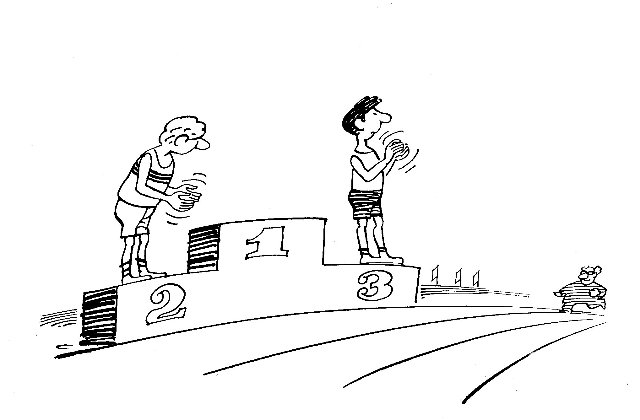
Sportlich (1985) – Diese Zeichnung erschien im Eulenspiegel als Sportkarikatur. Sie war später Titelzeichnung des Kataloges zur ersten größeren Personalausstellung im Juni 1989.

## Wendezeit
In der politischen Wendezeit profilierte sich Schwalme neben Barbara Henniger, Heinz Behling, Manfred Bofinger und Klaus Vonderwerth zu einem ostdeutschen Chronisten seines Fachs. Er dokumentierte den Wandel seit dem Herbst 1989 mit seinen Zeichnungen.
Da in der Bundesrepublik nur wenige Karikaturisten von ihrer Kunst leben können, war Schwalme in dieser Hinsicht skeptisch. In der Wendezeit entstanden viele treffende Zeichnungen. Als die DDR zerbrach, ließ er einen alten Ordensträger umdenken: „Von der Sowjetunion lernen, heißt siechen lernen.“ Und als die D-Mark kam und vorerst niemand mehr die heimische Ware kaufen wollte, sah er den Arbeitsplatzverlust voraus. Als der Nachwendefrust einsetzte, nahm er das große Klagen aufs Korn.
Einige seiner Arbeiten zur Deutschen Wiedervereinigung wurden im Rahmen der bundesweiten Wanderausstellung „1 + 1 = EINS – Vier Karikaturisten zeichnen die Vereinigung Deutschlands“ gezeigt und hängen im Ausstellungsbereich des Deutschen Bundestages im Paul-Löbe-Haus.

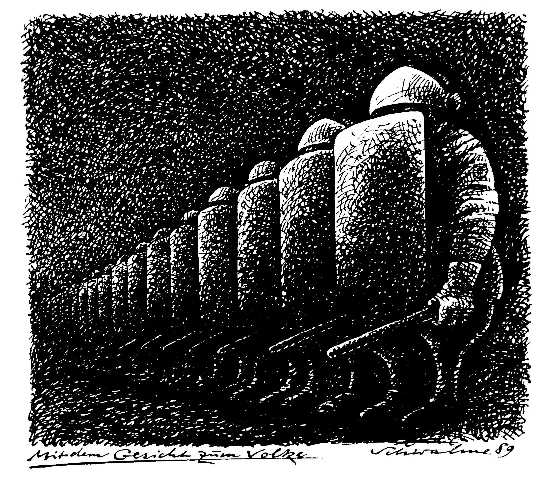
Mit dem Gesicht zum Volke (1989) – Schwalmes erste Zeichnung nach den Ereignissen am 40. Jahrestag der DDR
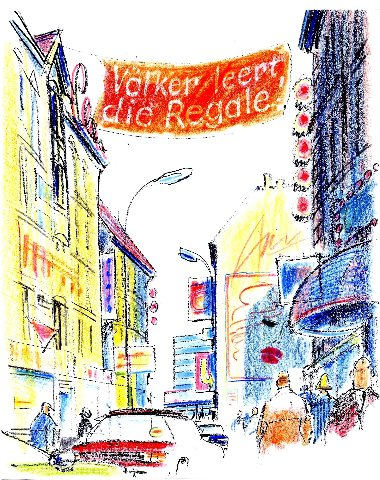
Völker leert die Regale
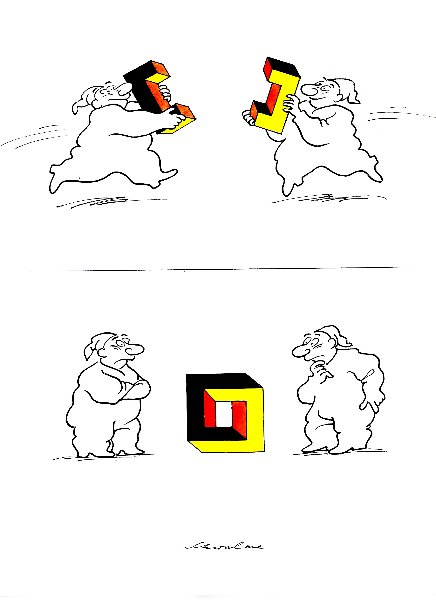
Einheit (1992)
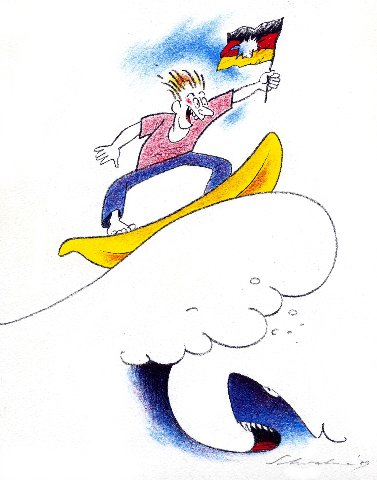
Surfer (1989)
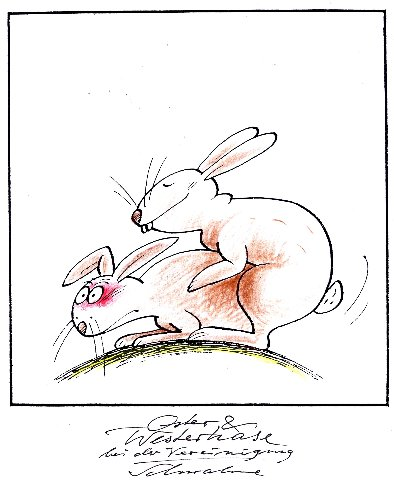
Westerhase

## Schaffen seit der Nachwendezeit
Schwalme arbeitete nach 1989 für die Gewerkschaftszeitung „metall“, das Stadtmagazin tip und den Berliner Tagesspiegel. Dadurch wurde er auch in den alten Bundesländern bekannt.
Seine Arbeiten wurden im Spiegel und in der F.A.Z. nachgedruckt. Einige seiner Werke befinden sich in den Sammlungen des Hauses der Geschichte in Bonn. Zu seinem 70. Geburtstag ehrte ihn die Caricatura mit einer Werkschau in Kassel.

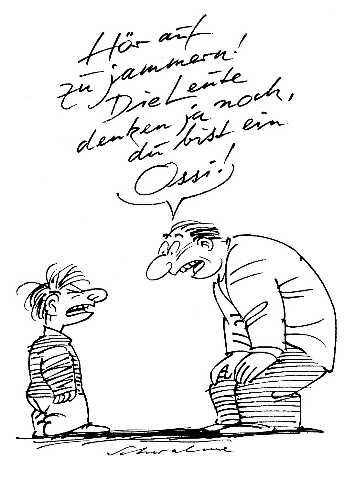
Jammerossi (1990)
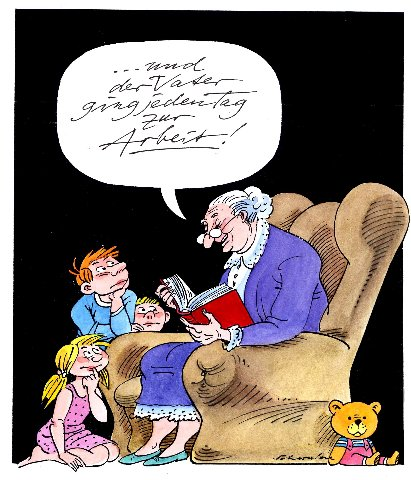
Märchen (2006)
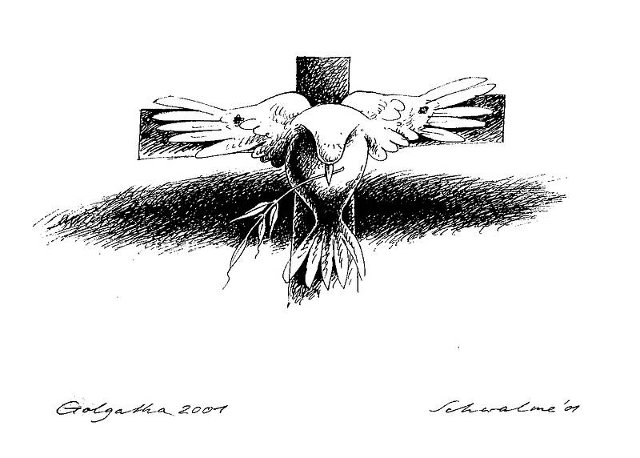
Golgatha 2001 – Deutscher Preis für die politische Karikatur
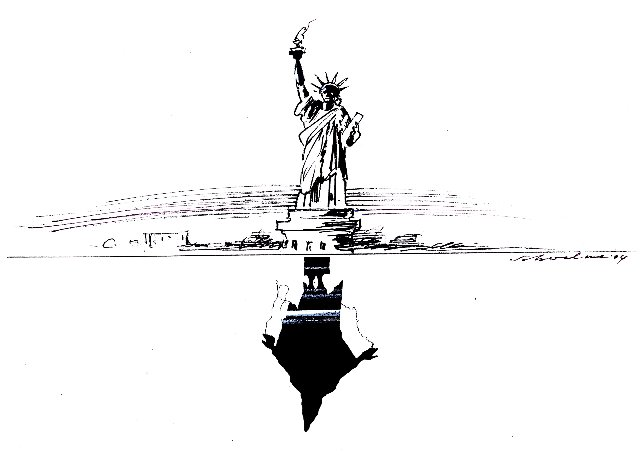
Freiheit (2005) – Deutscher Preis für die politische Karikatur

## Humor
Neben politischen Karikaturen und Illustrationen umfasst das Werk von Reiner Schwalme auch eine Anzahl  Humorzeichnungen.

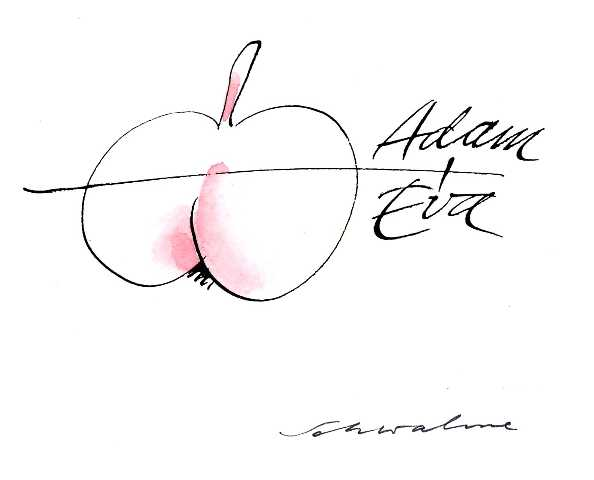
Adam & Eva (1992) – Publikumspreis des 39. Internationalen Cartoonfestivals in Knokke-Heist 2000
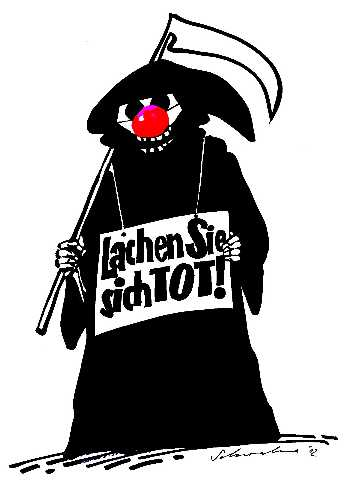
Lachen Sie sich tot (2002)
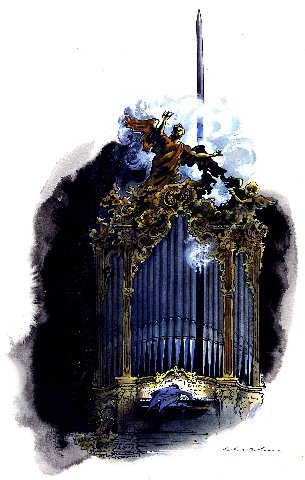
Orgel
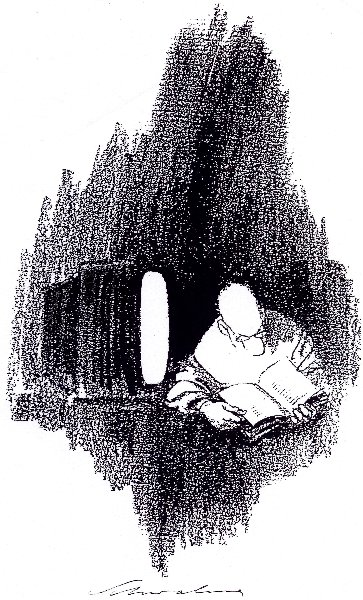
Lesender (2000) – Hauptpreis beim Internationalen Karikaturenwettbewerb der EXPO 2000 in Hannover

## Comics
Reiner Schwalmes Anfang der 1980er Jahre entstandene Comic-Serien Rolf und Robert (erschienen in der Trommel), Der Schatz von Finkenrode und Ferien im Mittelalter (erschienen in der Für Dich) gehörten zu den langlebigsten DDR-Comics, und stellten DDR-Alltag und -Mentalität dar. Seine Bildgeschichten zeichneten sich wegen des Einsatzes gestalterischer Mittel, wie Perspektivwechsel oder wechselndem Panel-Layout, aus.

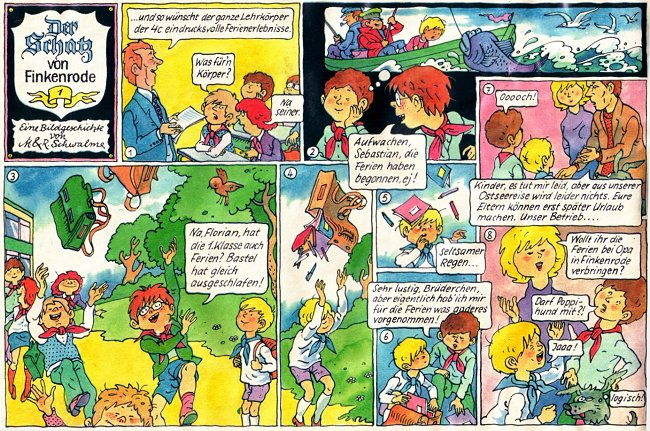
Der Schatz von Finkenrode
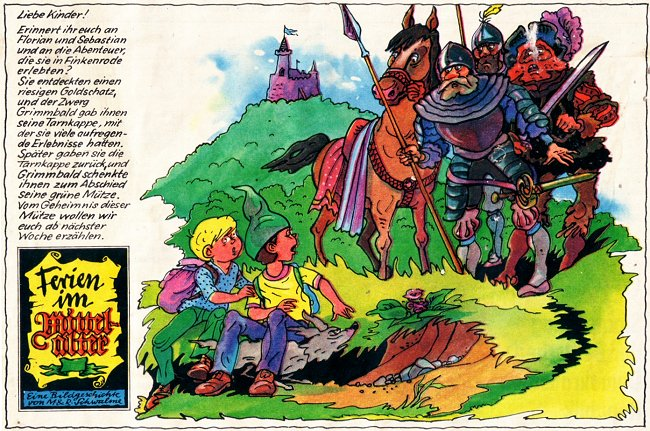
Ferien im Mittelalter
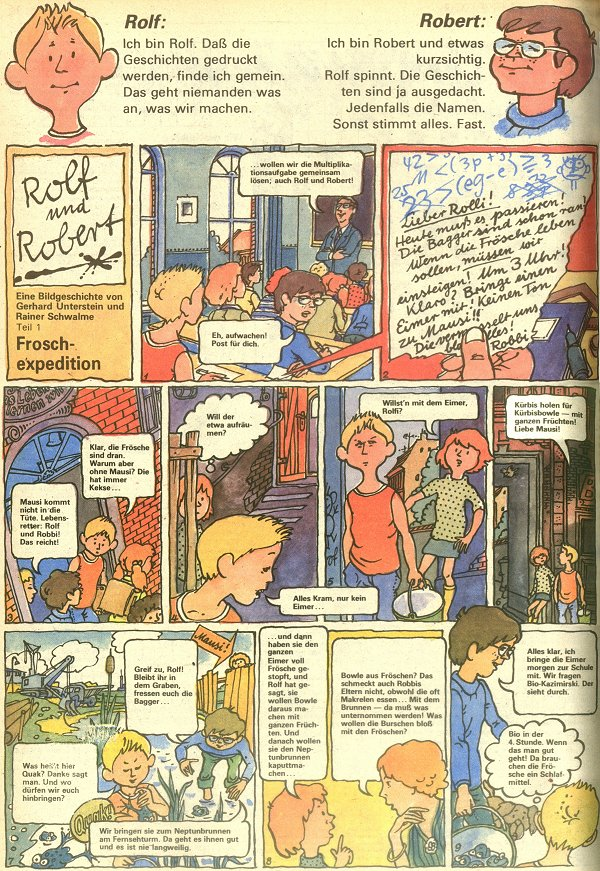
Rolf und Robert

## Auszeichnungen (Auswahl)
- 1982:  Kunstpreis des FDGB
- 1992: „Silberner Gothaer“ der Gothaer Karikade
- 1993: „Goldener Gothaer“ der Gothaer Karikade
- 1996: Deutscher Preis für die politische Karikatur (1. Platz)
- 1997: Deutscher Preis für die politische Karikatur (3. Platz)
- 1998: Deutscher Preis für die politische Karikatur (1. Platz)
- 2000: Deutscher Preis für die politische Karikatur (2. Platz)
- 2000: Deutscher Karikaturenpreis, „Geflügelter Bleistift“ in Bronze
- 2000: Publikumspreis des 39. Internationalen Cartoonfestivals Knokke-Heist
- 2000: Hauptpreis des Karikaturenwettbewerbs der Expo, Hannover
- 2002: Deutscher Preis für die politische Karikatur (1. Platz)[9]
- 2006: 1. Platz Karikaturenpreis des Bundes deutscher Zeitungsverleger im Rahmen der Rückblende 2005[10]
- 2006: 1. Preis des Karikaturenwettbewerbs Vision D („Wie Deutschland in 20 Jahren aussieht“)[11]
- 2010: Deutscher Karikaturenpreis – Preis für Lebenswerk
- 2013: 2. Platz Karikaturenpreis des Bundes deutscher Zeitungsverleger im Rahmen der Rückblende 2012

## Teilnahme an zentralen und wichtigen regionalen Ausstellungen in der DDR
- 1979 und 1982: Berlin, Bezirkskunstausstellungen (Gebrauchsgrafik)
- 1986: Greiz, Sommerpalais der Staatlichen Museen (4. Karikaturenbiennale der DDR mit „Satiricum ´86“)
- 1987/1988: Dresden, X. Kunstausstellung der DDR

## Publikationen (Auswahl)
- Heinz Behling, Manfred Bofinger, Frank Leuchte, Barbara Henniger, Reiner Schwalme und Klaus Vonderwert: Null Problemo. DDR-Karikaturisten zur Lage der Nation. ELEFANTEN PRESS Berlin, 1990, ISBN 3-88520-332-4
- Reiner Schwalme und Jens Prockat: Mauer-Puzzle. Eulenspiegelverlag, 2001, ISBN 3-359-01308-5
- Gabriele Stave und Reiner Schwalme: Deutschland O. Ein fröhlicher Reiseführer. Tomus Verlag München, 1990, ISBN 978-3-8231-0545-9
- Nikolaus Bavarius und Reiner Schwalme: DDR-Deutsch. Ein fröhliches Wörterbuch. Tomus Verlag München, 1990, ISBN 978-3-8231-0181-9
- Ernst Röhl, Reiner Schwalme und Thomas Wieczorek: Fünf Jahre sind genug. Neue DDR-Witze. Sadomaso-Projekt – Deutsche Einheit. Verlag Eulenspiegel, 1995, ISBN 978-3-359-00795-1
- Reiner Schwalme: Klassiker der DDR-Bildgeschichte. Band 2: Der Schatz von Finkenrode. Holzhof Verlag, 2006, ISBN 978-3-939509-01-1
- Olaf Kittel und Reiner Schwalme: Die besten Karikaturen aus drei Jahrzehnten. Edition Sächsische Zeitung, 2007, ISBN 978-3-938325-33-9
- Reiner Schwalme und Klaus Stuttmann: Verkehrte Welten. Drehbuch-Katalog zur gleichnamigen Ausstellung der Berliner Senatsverwaltung für Stadtentwicklung und des Brandenburgischen Ministeriums für Infrastruktur und Raumordnung. Potsdam 2009.